# Elisabeth Johanna van Palts-Veldenz
Elisabeth Johanna (Lauterecken, 22 februari 1653 - Morhange, 5 februari 1718) was een Duitse prinses uit het huis Palts-Veldenz.
Elisabeth Johanna was een dochter van Paltsgraaf Leopold Lodewijk van Veldenz en Agatha, een dochter van graaf Filips Wolfgang van Hannau-Lichtenberg. Ze trouwde in 1669 met Johan XI van Salm-Kyrburg. Na de dood van haar man in 1688 kreeg ze het kasteel van Morhange als weduwegoed toegewezen.

## Huwelijk en kinderen
Elisabeth Johanna  trouwde op 27 december 1669 met Wild- en Rijngraaf Johan XI van Salm-Kyrburg. Hun huwelijk bleef kinderloos.